# رام‌پور، پنجاب
رام‌پور (به انگلیسی: Rampur) یک منطقهٔ مسکونی در پاکستان است که در پنجاب واقع شده‌است. رام‌پور ۱۶۹ متر بالاتر از سطح دریا واقع شده‌است.